# Nedvězí (Ralská pahorkatina)
Nedvězí (německy Nedoweska) je výrazný vrchol o nadmořské výšce 458 metrů nacházející se v severní části Kokořínska, asi 3 km jižně od Dubé na samém okraji okresu Česká Lípa. Těsně pod vrcholem se nachází osada Nedvězí patřící k městu Dubá. Z vrcholu, který je trachytovým sukem, je výborný kruhový výhled do dalekého okolí.

## Historie
Za druhé světové války zde byla zřízena německá protiletadlová pozorovatelna. Vrchol je v centrální zalesněné části CHKO Kokořínsko. Vede přes něj červeně značená turistická cesta, pod vrcholem odbočují ještě cesty značené žlutě a modře. Do vesničky Nedvězí vede místní silnice od Dubé. Není zde vyznačena žádná cyklostezka, ani v blízkém okolí nevede železniční trať. Na vrchol byla vedena tradiční turistická akce KČT Mělník Novoroční výstup na Nedvězí, v lednu 2011 sem vedl cíl 36. ročníku zimního výstupu Nanga Dubá Nedvězí, společné akce turistických klubů okresu Mělník.

## Výhled
Za vhodných podmínek jsou z vrchu vidět Jizerské hory, Lužické hory, Krkonoše, východ Krušných hor i okraje Prahy.